# NGC 2600
NGC 2600 é uma galáxia espiral (Sb) localizada na direcção da constelação de Ursa Major. Possui uma declinação de +52° 42' 55" e uma ascensão recta de 8 horas, 34 minutos e 44,8 segundos.
A galáxia NGC 2600 foi descoberta em 7 de Março de 1886 por Guillaume Bigourdan.